# Mambrinos hjälm

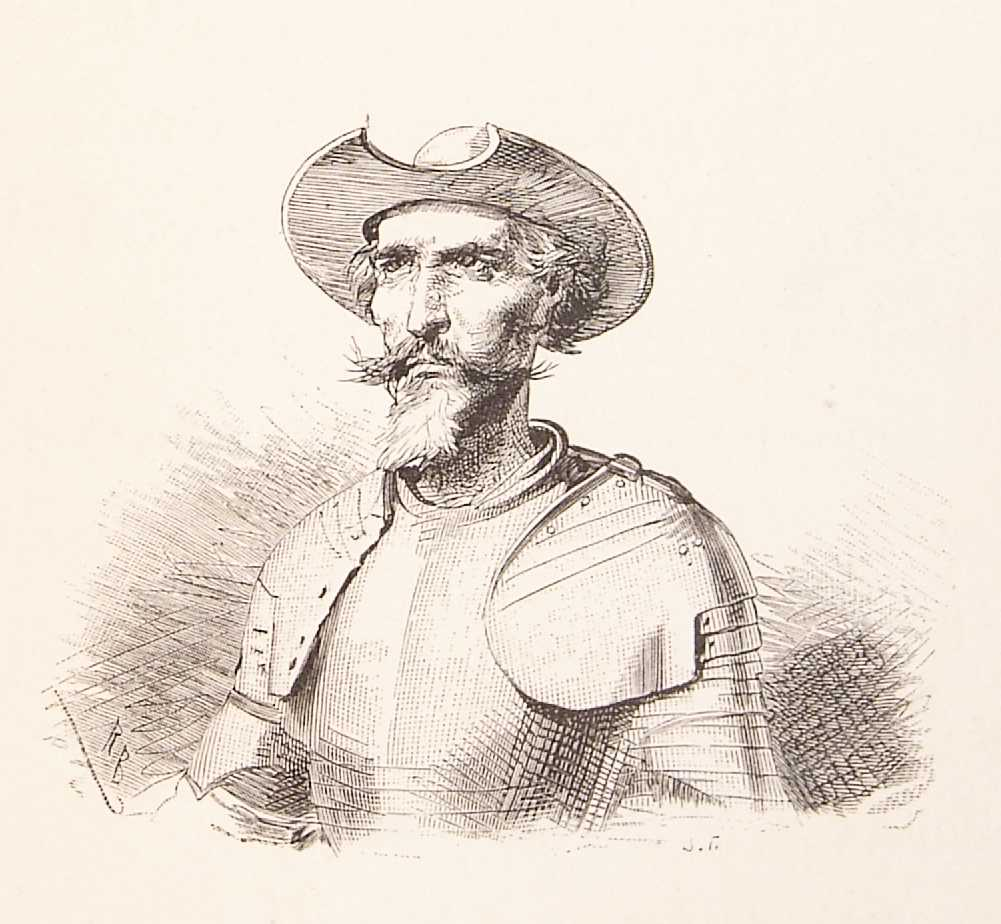
Teckning föreställande Don Quijote med "Mambrinos hjälm" på huvudet.

Mambrinos hjälm är ett begrepp som vanligen förknippas med berättelsen om Don Quijote som är skriven av Miguel Cervantes. Begreppet är dock äldre än berättelsen om Don Quijote.
Mambrino var en fiktiv morisk kung som förekommit i riddarromaner. Hans första framträdande kan ha varit under 1300-talet. I berättelserna hade Mambrino en väldigt speciell hjälm. I tidigare versioner kunde hjälmen ge ifrån sig en röst om det blåste i den. I något yngre romaner är hjälmen gjord av rent guld. Hjälmen är också magisk och den som bär hjälmen blir odödlig.
Numera är begreppet Mambrinos hjälm mest känt från berättelsen om Don Quijote. I denna berättelse har Don Quijote läst många riddarromaner och tror att de personer och föremål som nämns i berättelserna även existerar i verkligheten. Han tror därför att Mambrinos hjälm också finns i verkligheten. I berättelsen om Mambrinos hjälm är det en frisör som förflyttar sig. Med sig har han sin utrustning, bland annat ett rakfat. Detta är utformat i blank metall och har kupig form i mitten samt en kant runtom. På en sida är kanten urgröpt som en halvcirkel. Denna urgröpning är till för att den man som ska bli rakad ska placera sitt ansikte där och bli rakad av frisören, halvcirkeln går då runt halsen på den som blir rakad. Eftersom det är dåligt väder har frisören satt rakfatet på huvudet som skydd. Don Quijote ser detta och ser att rakfatet glänser och tror att det är en hjälm. Han bestämmer sig för att det är Mambrinos hjälm han ser och överfaller frisören och tar rakfatet ifrån honom och tar sedan på sig detta. Han bär därefter rakfatet på huvudet och påstår att detta är Mambrinos hjälm han har på sig. I verkligheten anser folk att han ser löjlig ut med detta på huvudet.